# Karstsilja
Karstsilja (Selinum silaifolium) är en flockblommig växtart som beskrevs av Günther von Mannagetta und Lërchenau Beck. Karstsilja ingår i släktet krusfrön, och familjen flockblommiga växter. Arten är reproducerande i Sverige.